# Pothi
Pothi, geboren als Prinz (Chao) Jaya Kumara (Sayakuman, voller Thronname Somdet Brhat Chao Brhat Bodhi Chao Angka Luang Jaya Kumara; * 1710 in Vientiane; † 1791 in Champasak) war seit 1725 Regent für seinen Vater, König Soi Sri Samut (regierte 1713 bis 1725, † 1738), und König von Champasak von 1738 bis 1791.

## Leben
Pothi war der älteste Sohn von König Soi Sri Samut und wurde im Königspalast ausgebildet. Vor der Übernahme der Regentschaft wurde er zum Gouverneur von Sri Lambong ernannt. Nach dem Tod seines Vaters wurde er 1738 zum König von Champasak gekrönt und übersiedelte in die Stadt Champasak (Champa Nagapurisiri). 1758 brach ein Rechtsstreit zwischen Pothi und seinem ältesten Bruder Tammatevo Pudisatkhattinarat aus, der daraufhin die Hauptstadt angriff und Pothi zur Flucht nach Don Mot Daeng zwang. Der buddhistische Klerus konnte später eine Versöhnung herbeiführen. Pothi musste aber erneut aus der Hauptstadt fliehen, als 1778 die Siamesen unter König Taksin (reg. 1768 bis 1782) Champasak angriffen. Er suchte vergeblich Zuflucht auf der Insel Don Sai, wurde gefangen und in goldenen Ketten nach Bangkok geführt. Nachdem er die Abhängigkeit als Vasall Siams akzeptiert hatte, konnte er 1780 nach Champasak zurückkehren.
Pothi war dem Kriegshandwerk abgeneigt und hasste Grausamkeiten, nicht nur gegenüber Menschen, sondern auch gegenüber Tieren, wie Pferden und Elefanten. Er war verheiratet und hatte einen Sohn und zwei Töchter:
1. Prinz (Anga Sadet Chaofa Jaya) Anuramangkara (No Mueang), der fünf Söhne hatte, von denen zwei spätere Könige von Champasak unter siamesischer Hoheit wurden
  1. Nu (reg. 1811)
  2. Bua († vor seiner Inthronisation 1853)

1. Prinzessin (Chao Heuane) Bhumiwakawa (Pom Hua oder Pomhuakwa)
2. Prinzessin (Chao Heuane) Dhani Keava (Thon Keu oder Tenkeo)